# Frank Ehrlacher
Frank Ehrlacher (* 17. November 1969 in Bergisch Gladbach) ist ein deutscher Journalist und Liedtexter. Einem breiten Publikum wurde er als Chartexperte in der RTL-Musiksendung Die ultimative Chartshow bekannt.

## Journalist
Ehrlacher arbeitete nach dem Abitur 1989 als Hörfunkjournalist unter anderem für den Sender Freies Berlin sowie von 1992 bis 1994 als Chefautor für die Hörfunkreihe CD-Chartbreak mit Ron Williams – ausgestrahlt auf mehreren Hörfunksendern, darunter Radio Regenbogen oder auch Radio PSR. Daneben war er in den 1990er-Jahren als Filmkritiker für diverse Sender in freier Mitarbeit tätig. Im Jahr 1996 startete er die eigens betriebene Film-Datenbank moviemaster.de.
Seit Mai 2003 ist er regelmäßig als Charts-Experte in der Sendung Die ultimative Chartshow bei RTL zu sehen. Ehrlacher errechnete für die Sendung die Ranglisten und tritt neben dem Moderator Oliver Geissen in jeder Folge auf, um beispielsweise den Modus für die Erstellung der Ranglisten zu erläutern. Im Jahr 2007 ging seine eigene Musik-Datenbank cd-lexikon.de online, die auch als discographien.de bekannt ist.

## Liedtexter
1998 erfolgte mit Der eine für mich von Melanie Terres Ehrlachers erste CD-Veröffentlichung als Liedtexter. Er schrieb daneben unter anderem für Petula Clark (Das erste Mal), Rosanna Rocci, Wolfgang Ziegler (Weil dein Herz für dich spricht, Wahnsinnsgefühl) und Nina Falk (Ich kann sie versteh’n), meist Coverversionen internationaler Titel.